# Third (album Soft Machine)
Third – trzeci studyjny i pierwszy podwójny album grupy Soft Machine nagrany w styczniu, kwietniu i maju 1970 r. i wydany w czerwcu tego samego roku.

## Historia i charakter albumu
Od lutego 1969 do września 1970 Soft Machine istnieli jako trio, następnie jako septet, potem byli kwintetem i w końcu od lutego 1970 r. kwartetem. Zmieniła się także ich muzyka. Z rockowej grupy stali się grupą wykonującą rock psychodeliczny i wreszcie grupą jazzrockową i w tym samym czasie awangardową.
Właśnie rok 1970 zaznaczył się największą zmianą stylu w całej historii grupy. Jako źródło tej zmiany podaje się zwykle przykład przełomowego albumu Milesa Davisa Bitches Brew oraz A Tribute to Jack Johnson. Cytuje się także słowa Hoppera Mike i ja byliśmy pod mocnym wpływem grup Milesa Davisa z 1970 r. – wszystkich całkowicie elektrycznych zespołów z Keithem Jarrettem na instrumentach klawiszowych i Michaelem Hendersonem na basie – i Jacka Johnsona, i koncertowych LP z Fillmore.
Jednak album Third został wydany w czerwcu, a nagrany w styczniu, kwietniu i maju 1970 r. Album Bitches Brew został wydany 30 marca 1970 r., a Jack Johnson został nagrany w kwietniu 1970 r. a wydany w lutym 1971. Skoro styczniowe koncertowe nagrania Soft Machine brzmią podobnie jak studyjne nagrania majowe, wpływ tych nagrań Davisa na brzmienie albumu Third był żaden. I Davis i Soft Machine doszli do podobnych rezultatów, chociaż ich źródła i rozwój były zupełnie inne.
Pewien wpływ mógł mieć wydany w maju 1969 r. album Emergency! grupy Tony’ego Williamsa Lifetime (z Johnem McLaughlinem na gitarze i organistą Larrym Youngiem. Był to prawdopodobnie najbardziej wpływowy album końca lat 60. XX w. ukazujący możliwości jakie niesie zelektryfikowanie instrumentów.
Firma ABC/Probe postanowiła nie odnawiać kontraktu nagraniowego z zespołem. Kontrakt dla dalszego istnienia grupy był konieczny. Na szczęście zainteresowanie grupą wyraziła wielka firma nagraniowa CBS i ostatecznie podpisano kontrakt na nagranie pięciu albumów. Chociaż zespół otrzymał zaliczkę za nagranie pierwszego dla CBS albumu, to za studio musiał zapłacić sam. To tłumaczy rekordowy czas w jakim album został nagrany.
Zespół zdecydował się na niezależne londyńskie studio I.B.C., które kiedyś nagrywało takie zespoły jak The Rolling Stones, Cream i The Who (w 1969 r. została w nim nagrana opera rockowa Tommy), ale w 1970 r. nie miało już dawnej popularności, więc było stosunkowo tanie, chociaż dysponowało 8-ścieżkowym sprzętem nagrywającym.
Podstawowe nagrania trzech utworów albumu ("Slightly All the Time", "Moon in June", "Out-Bloody-Rageous") został wykonane w kwietniu, najpewniej 10 kwietnia. Zapewne 6 maja nałożono puzon Nicka Evansa, flet i basowy klarnet Jimmy’ego Hastingsa z grupy Caravan oraz skrzypce Raba Spalla.
Chociaż Third był podwójnym albumem, to składał się tylko z czterech, ale za to prawie 20-minutowych utworów.
- Pierwszym utworem jest "Facelift", który został nagrany na dwóch koncertach: 4 stycznia w Fairfield Hall w Croydon i 11 stycznia w Mother’s Club w Birmingham. Jest to kompozycja nagrana jeszcze w kwintecie, a więc z saksofonistą Lynem Dobsonem. Utwór ten zaczyna się potężnym dwunutowym brzęczącym dźwiękiem organów Ratledge’a. Po tym preludium dołączają saksofony Deana i Dobsona. Pierwsza połowa utworu jest stosunkowo ciężka i potężnie brzmiąca. Druga część jest zdecydowanie lżejsza i bardziej jazzowa, zdominowana przez saksofon Deana. Tę część kończy unisonowa partia saksofonu i organów powtarzająca główny temat kompozycji. Trzecią część stanowi koda powstała przez odtworzenie taśmy do tyłu w przyspieszonym tempie.

- "Slightly All the Time" ma dość jazzowe brzmienie i jest utrzymany w rytmie 11/4 i 11/8. Ratledge napisał ten utwór na początku 1969 r. raczej z myślą o saksofonie tenorowym, a nie sopranowym Deana. Początek utworu zaznajamia słuchacza z jego głównym, dość trudnym, tematem, który jest grany przez Deana. Ratledge używa prostych akordów fortepianowych. Po pewnym czasie rozpoczyna swoją partię Hastings na flecie. Ratledge zaczyna grać długimi dronami. Wyatt gra w tym utworze szczególnie ekspresyjnie, mistrzowsko wykorzystując hi-hat. Po partii Deana na saxello i Ratledge’a solo na organach na tle 7-nutowej repetytywnej figury fortepianowej następuje końcowa część kompozycji. Jest ona oparta na temacie Hoppera "Noisette", po którym następuje "Backwards" Ratledge’a grany przez Deana na saxello. Kodą jest grana bardzo szybko powtórka "Noisette".

- "Moon in June" jest najbardziej dyskutowanym utworem z nagranych kiedykolwiek przez Soft Machine. Ta prawie 20-minutowa "piosenka" została skomponowana przez Wyatta do parokrotnie poprawianego wiersza także jego autorstwa. W bardzo osobisty sposób traktuje on o życiu daleko od domu. Przez 9 minut (bo tyle trwa partia wokalna) Wyatt zmaga się z takimi problemami jak miłość, pożądanie, zwątpienie, tęsknota za domem. Trudno – poza może samym Bobem Dylanem – znaleźć taki tekst w muzyce rockowej, a jeszcze trudniej w popowej. Źródłem utworu są dwie starsze kompozycje: "That’s How Much I Need You Now" i "You Don't Remember". Pierwszą śpiewaną połowę utworu Wyatt nagrał sam, grając na perkusji, instrumentach klawiszowych i gitarze basowej. Potem dołączyli Ratledge i Hopper grając główne partie instrumentalne. Olbrzymią rolę w utworze odgrywają organy Hammonda. Kompozycja kończy się atonalnymi skrzypcami Raba Spalla. Taśma odtwarzana jest ze zmienną prędkością, co daje efekt braku tonacji. Na tym tle Wyatt recytuje fragment tekstu Kevina Ayersa "Singing a Song in the Morning".

- "Out-Bloody-Rageous" był najambitniejszą z dotychczasowych kompozycji Ratledge’a. Rozpoczyna ją bardzo długie preludium powstałe dzięki różnym technikom manipulacji taśmami (pętle, puszczanie do tyłu itd.) i świadczące o wpływie jaki miały na niego minimalistyczne idee i Terry Riley, z którym Ratledge i Daevid Allen współpracowali w Paryżu. Główny temat utworu pojawia się dopiero w piątej minucie i jest przedstawiony przez saksofony na tle arpeggia gitary basowej na akordzie C9 (C²-G²-C³-D³). Ratledge wykonuje następnie solo organowe na tle zmiennych 7-nutowych figur granych na pianinie.

Album ten reprezentuje całkowite odejście zespołu od ich poprzedniego stylu muzycznego. Zmiana była radykalna. Pojawiły się mocniejsze jazzowe struktury i frazy, utwory stał się bardziej koherentne, pomysły muzyczne zostały rozwinięte i doprowadzone do końca, w nowatorski sposób wykorzystano elektronikę, freejazowe partie saksofonowe Deana zostały wysunięte bardziej na pierwszy plan, nieortodoksyjny styl gry na perkusji Wyatta budował podstawę energetyczną utworów, tworzył napięcia i kontrasty, wykorzystywano drony, Hopper zaczął grać na basie palcami zamiast piórkiem, co dało bardzie kontrabasowe brzmienie...
W rezultacie tych zmian zespół wkroczył na zupełnie nowe terytorium muzyczne; to co powstało, było złożonym, innowacyjnym dziełem, które spowodowało, iż album ten okazał się być jednym z najważniejszych wydawnictw muzycznych w rozwoju jazzrocka. Był także najlepiej sprzedającą się płytą Soft Machine.
Album ten także zasygnalizował podział zespołu; po jednej stronie stanął Robert Wyatt, który dalej chciał inkorporować w muzyczne struktury grupy swoje śpiewane partie, a po drugiej stronie stanęli Ratledge, Hopper i Dean, którzy chcieli być zespołem wyłącznie instrumentalnym, całkowicie jazzowym.

## Muzycy
- Robert Wyatt – perkusja, śpiew; organy, elektryczne pianino, pianino (3)
- Mike Ratledge – organy, elektryczne pianino
- Hugh Hopper – gitara basowa
- Elton Dean – saksofon altowy, saxello (oprócz 3)

Dodatkowi muzycy
- Lyn Dobson – saksofon sopranowy, flet (1)
- Jimmy Hastings – flet, klarnet basowy (2)
- Rab Spall – skrzypce (3)
- Nick Evans – puzon (4)

## Lista utworów
Strona pierwsza
1. Facelift (Hopper) [18:45]
Strona druga
2. Slightly All the Time (Ratledge) [18:12]
Strona trzecia
3. Moon in June (Wyatt) [19:08]
Strona czwarta
4. Out-Bloody-Rageous (Ratledge) [19:13]

## Opis płyty
- Producenci – Soft Machine
- Data nagrania – 4 stycznia (1) i 11 stycznia (1); 10 kwietnia; 6 maja (1, 2, 3, 4)
- Miejsce/studio – Fairfield Hall, Croydon (1), Mother’s Club, Birmingham (1); I.B.C. Recording Studio, Londyn (1, 2, 3, 4)
- Czas nagrania – 74:78
- Projekt okładki itd. – John Hays
- Rozkładane zdjęcie wewnątrz – Jürgen D. Ensthaler
- Firma nagraniowa – CBS WB, Columbia USA
- Numer katalogowy: 
  - USA LP – 66246
  - WB LP – G 30339
- Data wydania – 6 czerwca 1970

Inne wydania
WB CD – Decal LIKD 35 (1988); CD – Beat Goes On BGOCD 180 (1993); CD – Columbia 4714072 (1996)
USA CD – Columbia CGK 30339 (1988); CD – Sony 30339 (1991); CD – Beat Goes On BGO 180 (1993)

## Wydanie z 2007
W 2007 r. Sony & BMG Music Entertainment wydało dwudyskową wersję albumu:
Dysk pierwszy
zawiera te same nagrania, co oryginalne dwypłytowe wydanie analogowe (LP) i kolejne edycje na nośniku cyfrowym (CD), jednak uległy one długo oczekiwanemu remasteringowi, co zdecydowanie poprawiło niezbyt dobrą jakość obu wersji wydania.
Dysk drugi
zawiera najbardziej nobilitujący koncert Soft Machine, ze wszystkich w całej ich karierze. Wystąpili obok Terry’ego Rileya w jednym z "Proms" czyli koncertów promenadowych oficjalnie zwanych Henry Wood Promenade Concerts. Koncerty odbywały się w Royal Albert Hall w Londynie.(zobacz więcej na ten temat:Live 1970)
- Data i miejsce nagrania – 13 sierpnia 1970 w Royal Albert Hall w Londynie.
- Wybór utworów – Mark Powell
- 24-bitowy remastering z oryginalnych taśm matek – Paschal Byrne
- Studio – The Audio Archiving Company, Londyn
- Koordynacja projektu ze strony Sony BMG – Charlie Stanford, Alison Calvert
- Tekst we wkładce – Mark Powell
- Oryginalny projekt graficzny – John Hays
- Inne fotografie (poza oryginalną) – Barry Plummer
- Projekt całości wydawnictwa – Phil Smee
- Studio projektowe – Waldo's Design & Dream Emporium

Lista utworów drugiego dysku
1. Out-Bloody-Rageous (Ratledge) [11:54]
2. Facelift (Hopper) [11:12]
3. Esther's Nose Job (Ratledge) [15:39]

Pig
Orange Skin Food
A Door Opens and Closes
Pigling Bland
10:30 Returns to Bedroom
Występ Soft Machine na pewno nie należał do najlepszych, co spowodowane zostało kilkoma czynnikami, z których najważniejsze to problemy grupy ze sprzętem (np. nie włączył się "fuzz box" basowej gitary Hoppera), atmosfera miejsca wypełnionego dystyngowaną publicznością i restrykcje BBC. Jednak Wyatt jak zwykle wystąpił rozebrany do połowy. Mimo tego, koncert został bardzo przychylnie przyjęty przez publiczność. Po koncercie starsze damy podchodziły do Roberta Wyatta i mówiły "Dzień dobry Robercie, było to bardzo miłe".

## Listy przebojów
| Rok  | Lista                          | Pozycja |
| ---- | ------------------------------ | ------- |
| 1970 | Record Retailer. Albumy popowe | 18      |